# Geotrupinae
Geotrupinae (лат.) — подсемейство жуков семейства навозников-землероев.

## Описание
Всесветно распространённая группа, в которую входят жуки крупного или среднего размера. Представители характеризуются следующими признаками: верхние челюсти и верхняя губа хорошо видны при взгляде на голову сверху; усики 11-члениковые с 3-члениковой пластинчатой или обволакивающей булавой; передние голени с 4—9 зубцами по наружному краю.
Личинка характеризуется 3-члениковыми усиками; плотным сращением наличника со лбом и 1—3-сегментными ногами.

## Экология
Большинство видов питаются экскрементами млекопитающих, отмечено также питание на грибах и за счёт лесной подстилки. Яйца откладываются в ячейки с запасом пищи для личинок. В качестве корма запасаются экскременты, иногда лесная подстилка. Генерация, как правило, одногодичная, но для некоторых родов предполагается двухлетняя генерация.

## Систематика
Подсемейство насчитывает около 800 видов, которые разделяют на три трибы в которых описаны 27 родов.

### Классификация
- Подсемейство: Geotrupinae Latreille, 1802
  - Триба: Ceratotrupini Zunino, 1984
    - Род: Ceratotrupes Jekel, 1865
    - Род: Chelotrupes Jekel, 1866
    - Род: Typhaeus Leach, 1815

  - Триба: Cretogeotrupini Nikolajev, 1996
    - Род: Cretogeotrupes Nikolajev, 1992

  - Триба: Geotrupini Latreille 1802
    - Род: Allotrypes François, 1904
    - Род: Anoplotrupes Jekel, 1865
    - Род: Baraudia Lopez-Colon, 1996
    - Род: Ceratophyus Fischer von Waldheim, 1823
    - Род: Cnemotrupes Jekel, 1866
    - Род: Enoplotrupes Lucas, 1869
    - Род: Geohowdenius Zunino, 1984
    - Род: Geotrupes Latreille, 1796 — Настоящие навозники
    - Род: Halffterius Zunino, 1984
    - Род: Haplogeotrupes Nikolaev, 1979
    - Род: Jekelius Lopez-Colon, 1989
    - Род: Megatrupes Zunino, 1984
    - Род: Mycotrupes LeConte, 1866
    - Род: Odontotrypes Fairmaire, 1887
    - Род: Onthotrupes Howden, 1964
    - Род: Peltotrupes Blanchard, 1888
    - Род: Phelotrupes Jekel, 1866
    - Род: Sericotrupes Zunino, 1984
    - Род: Silphotrupes Jekel, 1866
    - Род: Sinogeotrupes Bovo & Zunino, 1983
    - Род: Thorectes Mulsant, 1842
    - Род: Trypocopris Motschulsky, 1859
    - Род: Zuninoeus López-Colón, 1989